# Hypsipetes ganeesa
El bulbul de los Ghats (Hypsipetes ganeesa) es una especie de ave paseriforme de la familia Pycnonotidae endémica del suroeste de la India y Sri Lanka.

## Descripción

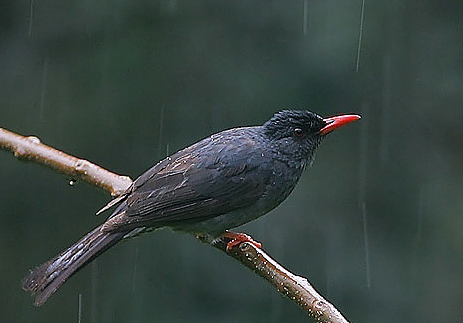
Ejemplar de H. g. humii bajo la lluvia.

Su plumaje es de color gris oscuro, menos su píleo que es negro. Carece de las marcas negras tras los ojos y las coberteras auriculares que tiene el bulbul negro.

## Taxonomía
Anteriormente se consideraba una subespecie del bulbul negro.
Se reconocen dos subespecies:
- H. g. humii - (Whistler y Kinnear, 1932): vive en Sri Lankan y tiene el pico más grueso que la otra subespecie;
- H. g. ganeesa - Sykes, 1832: se encuentra en las montañas del suroeste de la India.

## Comportamiento y ecología
Su hábitat natural son los bosques húmedos de montaña tropicales. Sus poblaciones realizan desplazamientos en respuesta a los monzones.
En el sur de la India su actividad de anidamiento empieza en febrero y va aumentando hasta su momento cumbre en mayo. Los huevos eclosionan tras 12 o 13 días, y los polluelos tardan otros 11 o 12 días en desarrollarse y dejar el nido. Entre depredadores de los nidos se encuentran las rapaces y serpientes como el elanio común y la culebra ratera oriental. Los adultos son depredados, entre otros, por el azor moñudo.